# 泛布尼亚病毒科
泛布尼亚病毒科（学名：Peribunyaviridae）是布尼亚病毒目下的一个科。

## 下属分类
本科包括以下属：
- Herbevirus
- 正布尼亚病毒属 Orthobunyavirus
- Pacuvirus
- Shangavirus